# Barmbek-Nord
Barmbek-Nord, Hamburg-Barmbek-Nord – dzielnica miasta Hamburg w Niemczech, w okręgu administracyjnym Hamburg-Nord.  
1 kwietnia 1938 na mocy ustawy o Wielkim Hamburgu włączony w granice miasta.